# Oberon Media
Oberon Media (también conocida como Oberon Games) era una empresa desarrolladora y distribuidora de videojuegos. Oberon Media se dedicaba principalmente a juegos casuales multiplataforma, y especialmente en línea para redes sociales. Oberon Media también tenía muchos videojuegos para teléfono inteligente, computadora y televisión interactiva. Los socios más importantes y de mayor antigüedad de Oberon Media para los que produce juegos personalizados son Acer, Microsoft, AT&T, Yahoo!, Electronic Arts y Orange France.

## Historia
Oberon Media se fundó en 2003, tenía su sede en Nueva York y oficinas en Norteamérica, Europa y Asia, y estaba respaldada por Goldman Sachs, Morgan Stanley y Oak Investment Partners.  La cofundadora Jane Jensen es la diseñadora de los populares y aclamados juegos de aventura Gabriel Knight.
El 31 de mayo de 2007, Oberon Media adquirió I-play, entonces el líder en el mercado de juegos casuales móviles. Al mismo tiempo, Oberon Media anunció la atracción de nuevos fondos de sus inversores, a saber, de Goldman Sachs, Oak Investment Partners, Lehman Brothers y otros. La compra de I-play se realizó como parte de la estrategia "Triple Play", que consistía en conquistar la posición de liderazgo en el mercado de los juegos casuales.
El 17 de julio de 2007, Oberon Media anunció la compra de PixelPlay, entonces el mayor desarrollador y editor de juegos de computadora para televisión interactiva. Con la compra de PixelPlay, Oberon Media ha completado su estrategia 'Triple Play'.
Oberon Games desarrolló varios juegos para Microsoft Windows como Chess Titans, algunos de los cuales también se incluyeron más tarde en Windows 7.
El 23 de octubre de 2007, Oberon Media y el sitio de redes sociales MySpace anunciaron un acuerdo de asociación en virtud del cual Oberon Media creará un canal para vender sus juegos a los miembros de MySpace, que en el momento de este acuerdo sumaban unos 110 millones.
El 1 de abril de 2008, THQ anunció la compra del fabricante de juegos casuales Elephant Entertainment, así como una asociación con Oberon Media para distribuir conjuntamente juegos casuales.
El 5 de enero de 2011, Oberon Media anunció su asociación con Panasonic, y el 18 de enero del mismo año con Lenovo.
En 2013, los activos de Oberon Media fueron adquiridos por iWin, Inc.